# Kleding

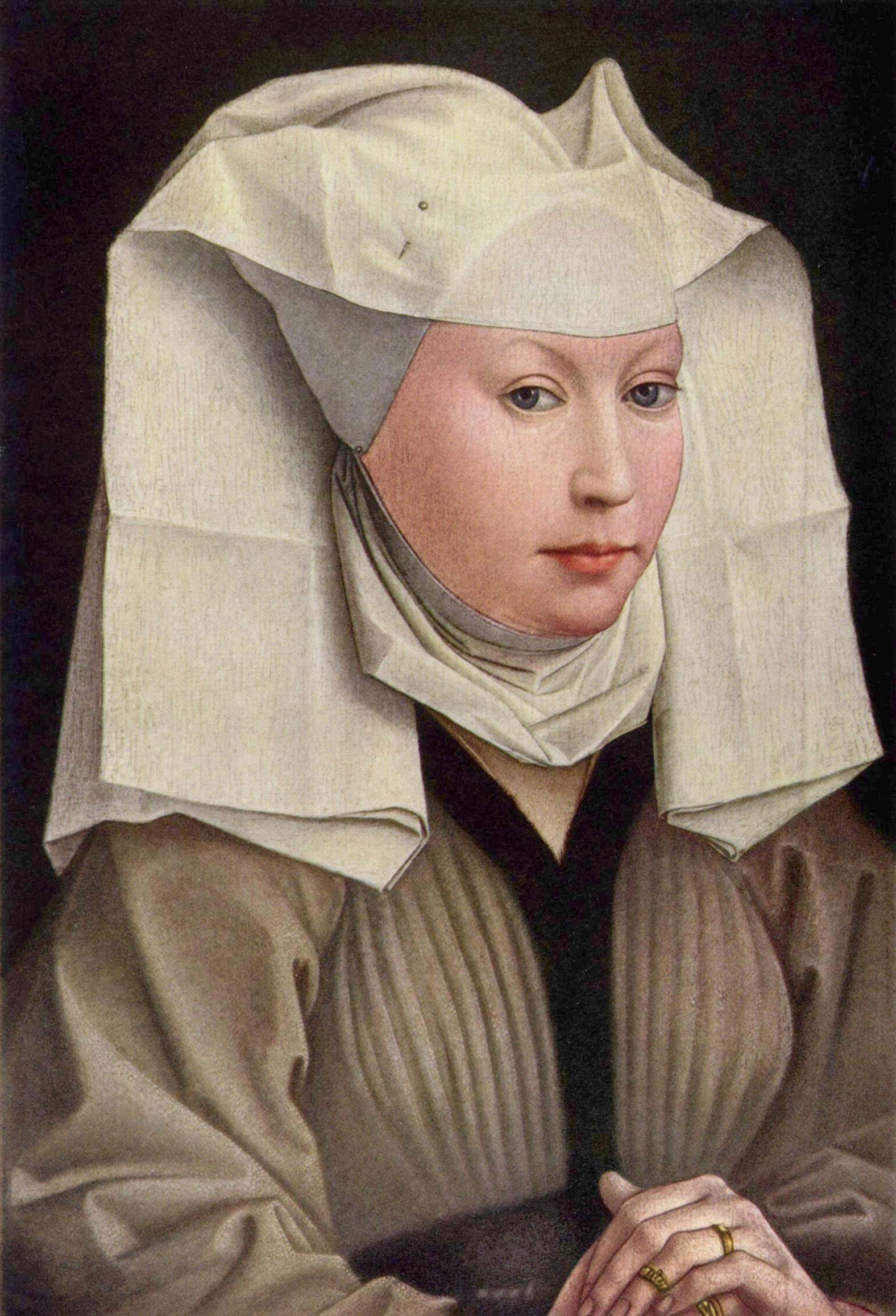
Portret van een vrouw, ca. 1430, door Rogier van der Weyden

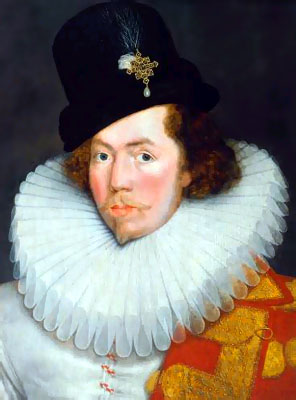
Molensteenkraag, 1586

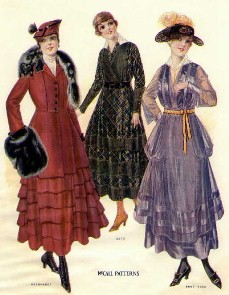
Mode van 1916, McCall's Magazine

Het dragen van kleding (ook kledij of kleren, een syncope van klederen) in het algemeen (of juist niet) of van speciaal ontworpen kleding kan diverse redenen hebben:
- Het bieden van bescherming tegen koude, warmte of zonnestraling.
- Het bieden van bescherming bij bepaalde activiteiten.
- Het herkenbaar maken van het uitoefenen van een beroep of bedrijfsimago.
- Het uitdrukken van status.
- Het voldoen aan maatschappelijke eisen en verwachtingen (kledingvoorschrift).
- Het verhullen van lichaamsdelen die misvormd of beschadigd zijn.
- Het zich onderscheiden van anderen.
- Het er representatief of aantrekkelijk eruitzien.
- Kuisheid of sexappeal: Het verhullen dan wel in meerdere of mindere mate ontbloten van lichaamsdelen die seksueel opwindend kunnen zijn.

De mate van lichaamsbedekking en de al dan niet daaraan toegevoegde opschik verschilt per cultuur, met name bij vrouwen en waar het rigide tradities betreft, en per situatie en per persoon. De uitersten zijn enerzijds naaktheid en de weinig verhullende schaamschelp zoals die gedragen wordt door de oorspronkelijke bevolking van Nieuw-Guinea en anderzijds het gehele lichaam bedekkende boerka zoals die gedragen wordt in Afghanistan en Pakistan.

## Geschiedenis

Henriëtte Anne van Frankrijk in galakleding rond 1750

De jonge Mozart, 1763

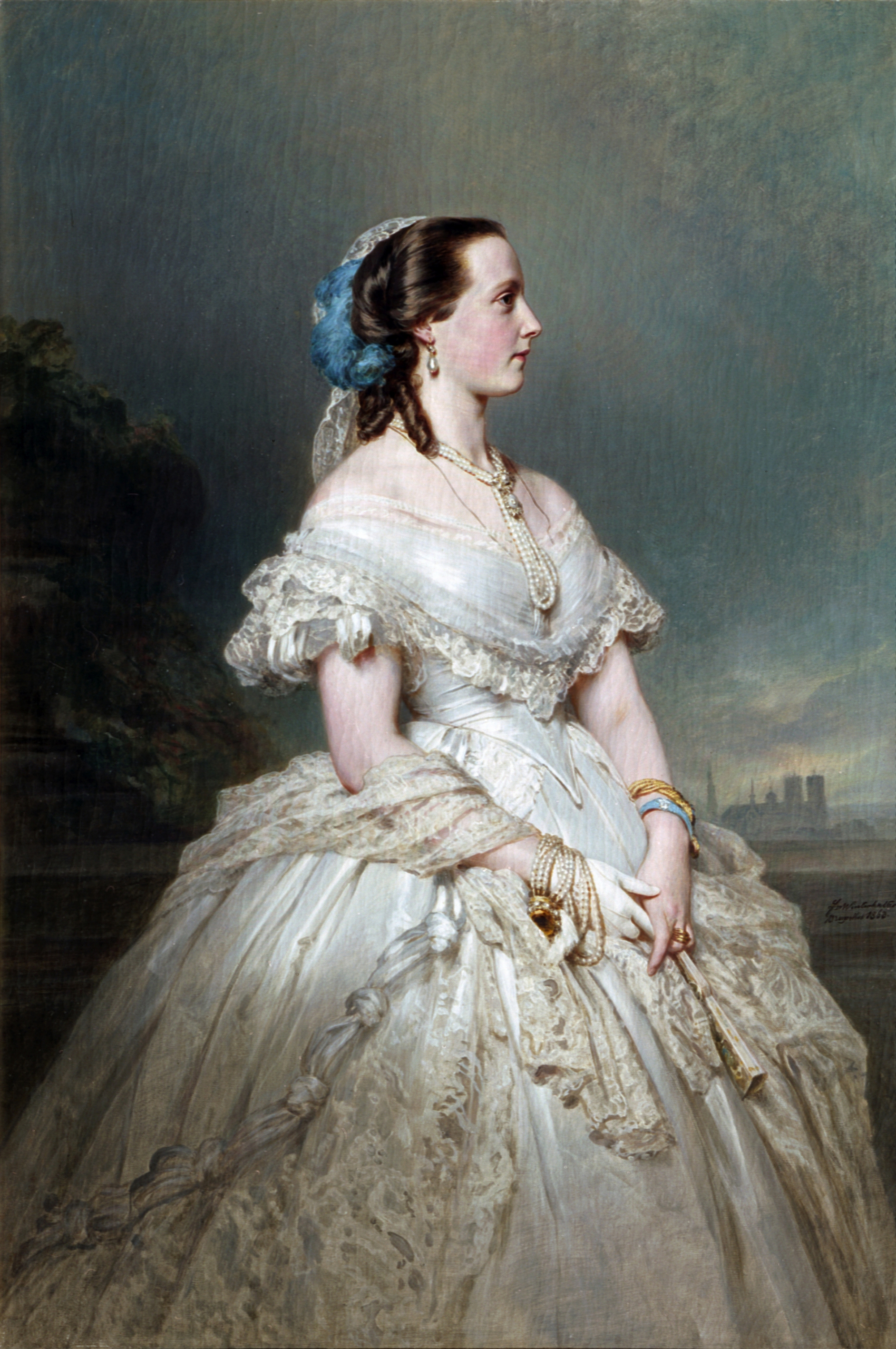
Marie Henriëtte van Oostenrijk met crinoline, tweede helft 19e eeuw

In een warm klimaat was de noodzaak voor kleding minimaal. Hoe meer de voorouders van de mens uit warmere klimaten naar de koudere regio's migreerden hoe vaker zij uit hun omgeving materialen gebruikten om zich te kleden, zeer waarschijnlijk met de materialen die werden verkregen als bijproduct van de jacht op voedsel, zoals dierenhuiden, of het benutten van gedroogde en samengebundelde grassen, om het lichaam gewikkeld of gebonden.
Er bestaat weinig kennis over kleding in de prehistorie, omdat kleding, gemaakt van organische materialen, snel vergaat in de bodem. Er zijn echter in 1988 naalden gevonden gemaakt uit been en ivoor die uit ongeveer 30.000 voor Christus dateren. De vindplaats hiervan was bij Kostenki in Rusland.
Parallel aan de ontwikkeling van de agrarische beschaving werden meerdere mogelijkheden gevonden wat beschikbaar was te gebruiken voor kleding. Het domesticeren van dieren leidde tot het verdere gebruik van de huiden van deze dieren. Tegelijkertijd leidde dit tot het beroep van leerlooier. De huidbedekking van sommige dieren kon gebruikt worden in de vorm van wol. Dit leidde tot het spinnen van wol en verwerken hiervan.
De ontwikkeling van landbouw leidde, naast de productie van voedsel, tot het produceren van gewassen die vezels produceerden geschikt voor spinnen en weven, bijvoorbeeld linnen en katoen. In eerste instantie zullen de geweven rechthoekige lappen direct gebruikt zijn, zoals nog steeds in veel niet-westerse culturen gebeurt. Een omslagdoek kan eenvoudig aan de persoonlijke wensen worden aangepast, bijvoorbeeld door gebruik van een speld of riem. Bovendien zijn er geen verschillende maten nodig.
Tot de middeleeuwen bestond kleding in West-Europa voornamelijk uit rechthoeken en halve cirkels. Daarna ontdekte men manieren om kleding van apart geknipte patroondelen aan elkaar te naaien en werd het patroontekenen ontwikkeld. De kleding kreeg hierdoor een veel betere pasvorm.
Kleermakers leerden ook hoe de verschillende stoffen verwerkt konden worden. In de twintigste eeuw zijn vezels van kunststof ontwikkeld die geschikt zijn voor kleding. Het maken van kleding heeft zich ontwikkeld van in eerste instantie voor eigen gebruik of de naaste familie naar een grootschalige fabricage. De distributie en de aanschaf gebeurt in winkels.
Afhankelijk van seizoenen en mode zijn er steeds wijzigingen in stijl, stof en afmetingen van de diverse kledingstukken. Kleding wordt vaak aangevuld met het gebruik van accessoires om het lichaam te verfraaien of aantrekkelijk te maken.

### Lichaamsluis

Engels meisje rond 1780, geschilderd door George Romney

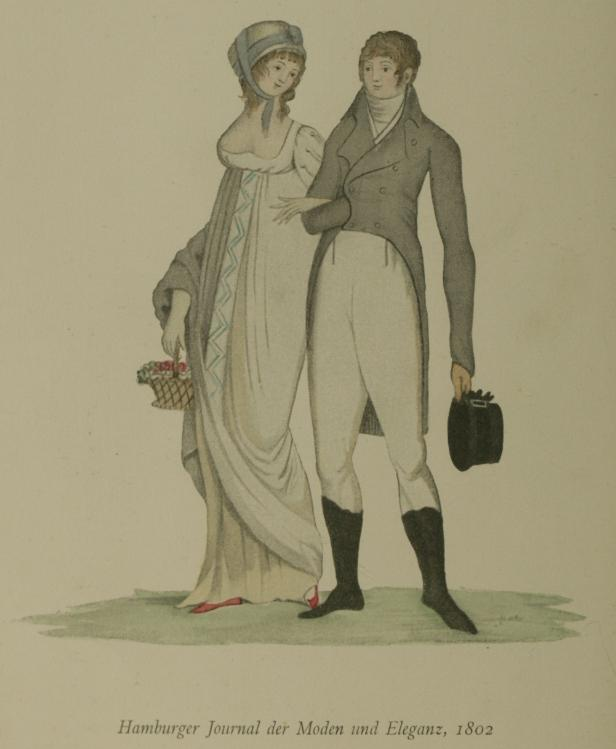
Mode rond 1800, Hamburger Journal der Moden und Eleganz

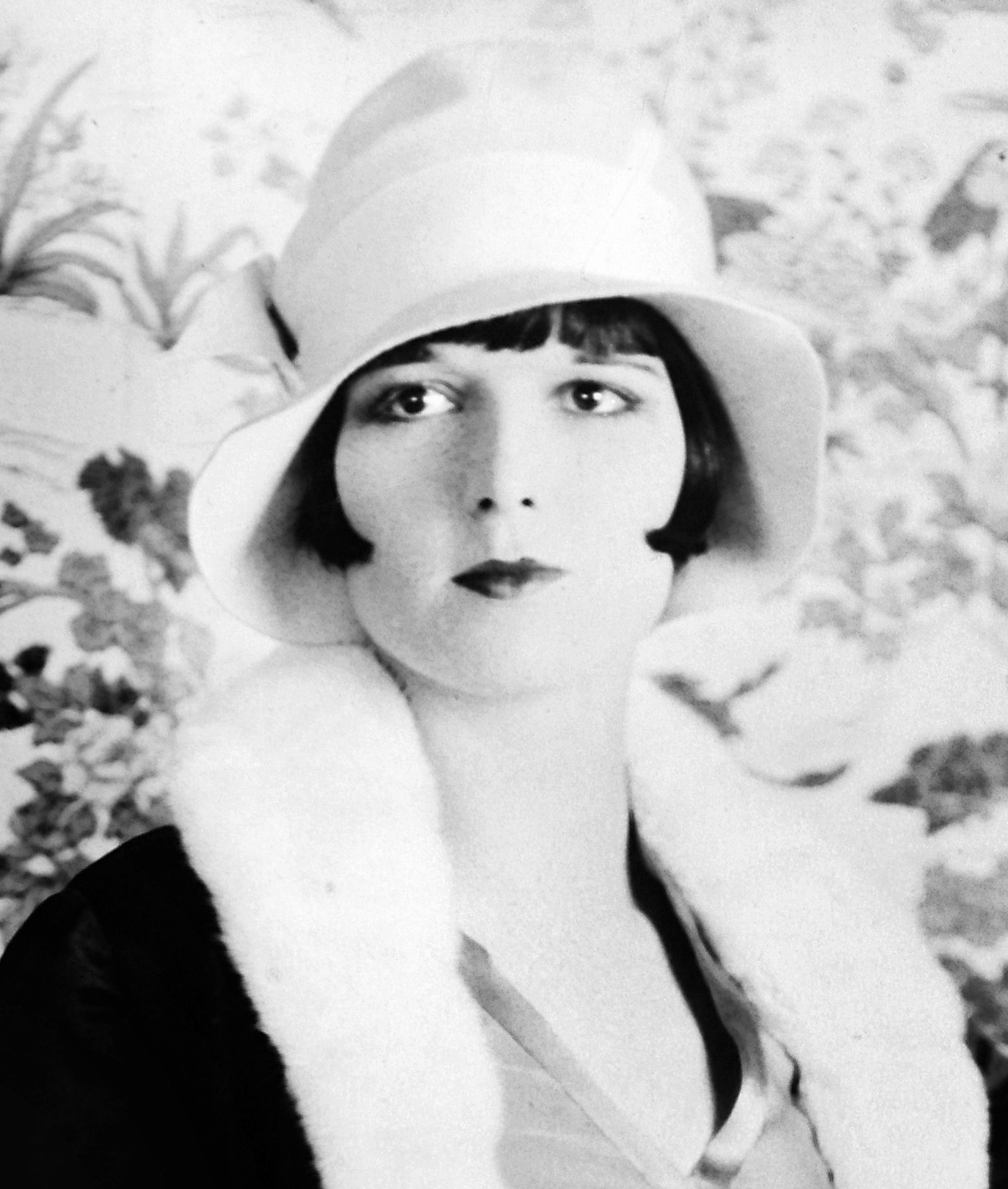
De Amerikaanse actrice Louise Brooks met cloche rond 1926

Lichaamsluis houdt zich schuil in kleding. Er wordt van uitgegaan dat de lichaamsluis pas kon ontstaan vanaf het moment dat mensen permanent kleding gingen dragen, omdat lichaamsluizen, in tegenstelling tot hoofdluizen, kleding nodig hebben om te kunnen overleven op het menselijk lichaam. Door genetisch onderzoek is vast komen te staan dat de lichaamsluis ontstaan is tussen 83.000 en 170.000 jaar geleden. Dit suggereert dat het dragen van kleding veel eerder gebruikelijk is geworden dan men dacht.

## Kleding naar doelstelling

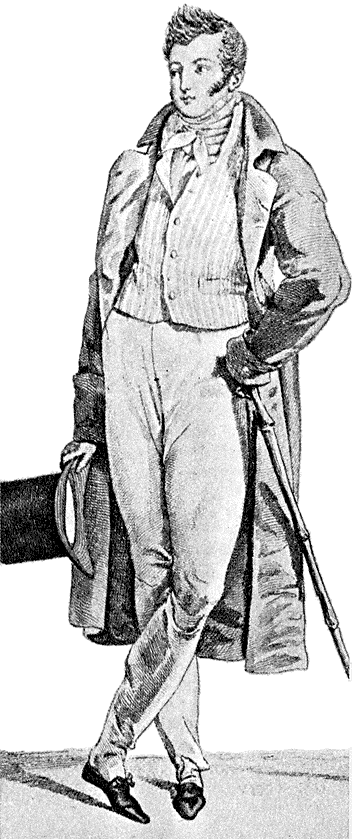
Herenkleding begin 19e eeuw, Costumes Parisiens, 1813

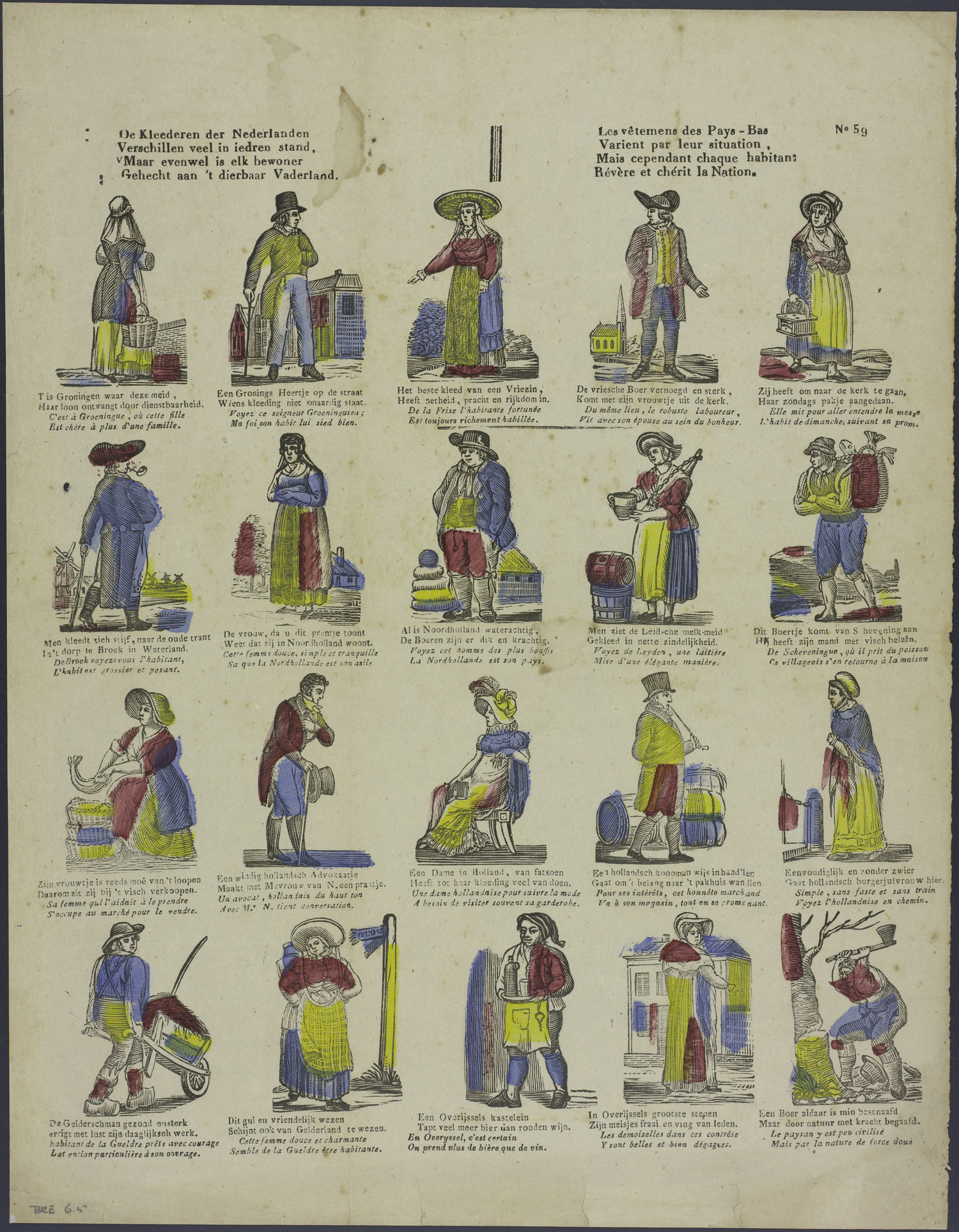
Kleding in Nederland naar stand, beroep en streek (centsprent rond 1850)

Kleding kan worden ingedeeld naar het doel ervan. 
- werkkleding, variërend van overall tot toga (kledingstuk) en theaterkleding
- vrijetijdskleding
- uniformen
- religieuze kleding
- uitgaanskleding
- feestkleding
- nacht- en huiskleding
- gevechtskleding
- zwemkleding
- sportkleding, zoals duikpak, skipak
- regenkleding
- vorm van expressie
- dameskleding
- kinderkleding
- danskleding, zoals legging, balletkleding
- ordekleding
- ondergoed
- rouwkleding

## Kleding naar materiaalsoort
Kleding wordt over het algemeen gemaakt van textiel, maar ook wel van andere materialen. De volgende textielsoorten worden voor kleding gebruikt:
- geweven doek, bijvoorbeeld van katoen, linnen, wol, hennep- of bamboevezel
- allerlei soorten kunststoffen, zoals acryl, pvc, polyester (fleece)

Verder worden andere materialen in kleding verwerkt, zoals:
- bont van verschillende diersoorten
- leer
- dons voor de vulling van dikke jassen etc.
- rubber
- hout, been, metaal etc. voor bijvoorbeeld knopen en klompen
- balein voor versteviging

## Indeling naar techniek
Kleding wordt op verschillende manieren gemaakt
- breien
- haken
- lijmen
- naaien
- patchwork (dit is samenstellen van lapjes tot een nieuwe lap stof)
- weven (dit is het maken van textiele stof, dus ook niet het maken van kleding)

## Productiemethoden
- maatkleding
- confectie
- maatforcé
- fast fashion

## Onderdelen van de kleding
Een mens draagt over het algemeen niet slechts één kledingstuk. Westerse kleding bestaat uit meestal uit gecombineerde onderdelen als:
- Ondergoed of lingerie, zoals een onderbroek, een string of slip, hemd of bh
- Sokken, kousen, maillot of panty
- Pantalon
- Rok of broek
- Jurk
- Blouse of overhemd
- T-shirt, trui
- Schoeisel (schoenen, laarzen, sandalen, klompen, pantoffels, slippers)

Verder worden accessoires gedragen. Naast sieraden kunnen dat zijn:
- Riem
- Bretel
- Sjaal of stola, (scapulier)
- Das (zowel als stropdas als een soort sjaal; voor sommige mannen is de stropdas een vast onderdeel van de kleding)
- Strik
- Tas
- Handschoenen
- Mof
- Hoofddeksels (hoed, pet, muts, helm, cap, kepie, mijter)
- Beenwarmers
- Schoudervulling

## Bevestigingsmiddelen
Omdat kleding aangedaan moet kunnen worden en ook weer uitgetrokken, zijn er verschillende bevestigingsmiddelen ontwikkeld.
- Oorspronkelijk alleen de speld, fibula genoemd in het Latijn
- Knopen of drukknopen
- Ritssluiting
- Haak-en-oogsluiting
- Klittenband
- Veters
- Gesp
- Houtje-touwtjesluiting

## Andere landen
Uit het buitenland komen weleens kledingstukken die in Nederland en België ook aanslaan of bekend worden. Voorbeelden zijn:
- Kulzak
- Kilt
- Kimono
- Sombrero
- Tulband
- Fez
- Yếm
- Boerka
- Poncho